# Kaiserbach (Klingbach)
Der Kaiserbach, früher und teilweise auch heute noch amtlich Kappelbach, am Unterlauf auch Elsenbach, ist ein fast 21 km langer Wasserlauf in der Südpfalz (Rheinland-Pfalz) und ein linker Zufluss des Klingbachs.

## Geographie

### Verlauf
Der Kaiserbach entspringt im südlichen Pfälzerwald, dem deutschen Teil des Wasgaus. Die Quelle liegt innerhalb des Ortsteils Gossersweiler der Ortsgemeinde Gossersweiler-Stein auf etwa 280 m Höhe neben der Kreisstraße 8, die innerörtlich Am Kaiserbach heißt. Der Bach fließt anschließend durch die Gemarkungen von Völkersweiler, Waldrohrbach – von dort an begleitet ihn bis zum östlichen Gebirgsrand die Bundesstraße 48 – und Waldhambach.
Der Kaiserbach passiert die Kaiserbacher Mühle und verlässt das Mittelgebirge nach Osten zwischen dem Treutelsberg (rechts) und der Madenburg (links), unterquert zwischen Klingenmünster und Eschbach die Deutsche Weinstraße und erreicht die Oberrheinische Tiefebene. Dort durchfließt er die Gemarkungen von Göcklingen, Heuchelheim-Klingen, Appenhofen und Billigheim-Ingenheim.
Südwestlich von Rohrbach nähert sich der Kaiserbach immer mehr von links dem Klingbach, in den er schließlich zwischen Rohrbach und Steinweiler auf etwa 129 m Höhe mündet.

### Zuflüsse
Dem Kaiserbach fließen u. a. zu
- von links:
  - Bach aus Völkersweiler
  - Bach von der B 48
  - Assenthalbach
  - Wolfsbach
  - Talschbach
  - Woogsbach
  - Oberfeldgraben (auch Krottenbach)
  - Eschbach
  - Aalmühl

- von rechts:
  - Bach vom Pfarrbusch
  - Heimbach
  - Bach vom Rohrbacher Tal
  - Bachlauf vom Gemeindetal

## Natur
Im Siedlungsgebiet von Göcklingen und westlich davon besteht seit 1999 das Landschaftsschutzgebiet Göcklinger Kaiserbachtal, während schon seit 1983 östlich der Gemeinde das Landschaftsschutzgebiet Klingbachtal – Kaiserbachtal beginnt. 